# Alfonso Tusell
Alfonso Tusell i Alonso (ur. 11 kwietnia 1906 w Barcelonie, zm. 23 lutego 1960 tamże) – hiszpański waterpolista.
Przez całą karierę reprezentował CN Barcelona (Club Natació Barcelona). Był w składzie reprezentacji Hiszpanii na igrzyska w 1920 złożonym w całości z zawodników tego klubu. Rozegrał na nich dwa mecze: zremisowany 1:1 z Włochami w pierwszej rundzie i przegrany 0:9 z Wielką Brytanią w ćwierćfinale). Był najmłodszym Hiszpanem na tych igrzyskach. Jest też najmłodszym waterpolistą w historii igrzysk.